# Rebeca Alemañy
Rebeca Alemañy (Alicante, 15 de julio de 1990) es una actriz, directora, guionista, bailarina y modelo española, más conocida por interpretar el papel de Lolita Casado en la telenovela Acacias 38.

## Biografía
Rebeca Alemañy nació el 15 de julio de 1990 en Alicante (España), años más tarde se trasladó a Madrid para seguir su carrera.

## Carrera
Rebeca Alemañy desde muy joven comenzó su carrera con actuaciones de canto y baile. Posteriormente decide formarse en la ESAD de Murcia, en interpretación textual y lo compagina con su afición por la dramaturgia.
Se traslada a Madrid donde realiza un máster en interpretación ante la cámara en Central de Cine. Al mismo tiempo se formó en danza y flamenco. Ha escrito y dirigido obras de teatro breves que se han presentado tanto en Murcia como en Madrid.
En 2004 interpretó el papel de Chica Encuesta en el cortometraje Secuestro express dirigido por Luciano Back. En el 2011 protagonizó la serie Madres. En 2014 protagonizó la serie Hipsteria.
De 2015 a 2021 fue elegida para interpretar el papel de María Dolores "Lolita" Casado en la telenovela emitida por La 1 Acacias 38 y donde protagonizó junto a actores como Álvaro Quintana, Juanma Navas, Marita Zafra, Marc Parejo, Inés Aldea, Ana del Rey, María Blanco, Cristina Abad y Miguel Diosdado. En 2016 protagonizó el cortometraje Reuniones dirigido por Cristina Alcázar .
En el 2019 participó en el programa de televisión Telepasión española, transmitido por La 1. Al año siguiente, en 2020, dirige y escribe el cortometraje De quién es tu piel. En el mismo año interpretó el papel de Luna en el cortometraje Cosas que no aprendimos en el colegio dirigido por Mikel Bustamante. En 2021 grabó y dirigió el cortometraje SOS Cambio Climático. En el mismo año protagonizó la serie Heridas . Al año siguiente, en 2022, dirigió el cortometraje Claudio.

## Filmografía

### Actriz

#### Televisión
| Año       | Título     | Personaje                     | Notas          |
| --------- | ---------- | ----------------------------- | -------------- |
| 2011      | Madres     |                               |                |
| 2014      | Hipsteria  |                               |                |
| 2015-2021 | Acacias 38 | María Dolores "Lolita" Casado | 1348 episodios |
| 2022      | Heridas    |                               |                |

#### Cortometrajes
| Año                      | Título                                | Personaje      | Director         |
| ------------------------ | ------------------------------------- | -------------- | ---------------- |
| 2004                     | Secuestro express                     | Chica Encuesta | Luciano Back     |
| 2016                     | Reencuentros                          |                | Cristina Alcázar |
|                          | La Científica                         | Carles Vila    |                  |
| Postrimería              | Salomé Medina                         |                |                  |
| Páginas del tercer reich |                                       |                |                  |
| 2020                     | Cosas que no aprendimos en el colegio | Luna           | Mikel Bustamante |

### Directora

#### Cortometrajes
| Año  | Título               | Directora      |
| ---- | -------------------- | -------------- |
| 2020 | De quién es tu piel  | Rebeca Alemañy |
| 2021 | SOS Cambio Climático | Rebeca Alemañy |
| 2022 | Claudio              | Rebeca Alemañy |

### Guionista

#### Cortometrajes
| Año  | Título              | Director       |
| ---- | ------------------- | -------------- |
| 2020 | De quién es tu piel | Rebeca Alemañy |

## Teatro

### Actriz
| Título                             | Director           | Teatro                 |
| ---------------------------------- | ------------------ | ---------------------- |
| 75                                 | José Luis Arellano | Conde Duque            |
| Las Salvajes en Puente San Gil     | E. Illán           | teatro Circo de Murcia |
| Pather Familiae                    | Mónica Gonzalo     | C. Párraga             |
| Tragedia y comedia Según NB Brecht | C. Esteve          | C. Párraga             |
| La Ronda                           |                    | Encarna Illán          |
| Tres ya Escena                     | David Planell      |                        |
| Tres mujeres                       | Belén Tortosa      |                        |
| El Salón dorado                    | Belén Tortosa      |                        |

### Directora
| Título           | Directora      |
| ---------------- | -------------- |
| Tiene que ser ya | Rebeca Alemañy |
| Entrelíneas      | Rebeca Alemañy |
| En la Silla      | Rebeca Alemañy |

## Programas de televisión
| Año  | Título              | Canal |
| ---- | ------------------- | ----- |
| 2019 | Telepasión española | La 1  |